# BME Építészmérnöki Kar
A Budapesti Műszaki és Gazdaságtudományi Egyetem Építészmérnöki Kara az egyetem egyik legnagyobb múlttal rendelkező kara.

## Története
- A magyar egyetemi szintű építészképzés a Műegyetem jogelődjében a XIX. század hetvenes éveiben indult. A XX. század elejének fellendülése idején már nagy létszámú évfolyamokon folyt az oktatás. A két világháború közötti visszaesés után az ötvenes évektől kibontakozó modernizáció ismét nagyobb létszámú évfolyamokat indokolt. 1989 óta e vonzó alkotópálya iránti fokozott érdeklődés következtében a Kar hallgatóinak létszáma tovább emelkedett.
- Az építészképzés kezdeteit a 19. századvég kimagasló alkotói, Budapest városképének kialakítói, Steindl Imre (Parlament), Hauszmann Alajos (a Királyi Vár új szárnyai és a Műegyetem főépületének tervezője) és Schulek Frigyes (a Mátyás templom és a Halászbástya mestere) határozták meg. A két világháború között többek között Csonka Pál és Kotsis Iván személyisége biztosította az európai színvonalat és az építészi és mérnöki oldal képzésbeli egyensúlyát. Az ötvenes évektől - az elsősorban technikai jellegében fejlődő szakmai oktatást - Weichinger Károly, Gábor László és Pogány Frigyes neve fémjelezte.
- A műegyetemi építészmérnök képzettséggel az építészeti pálya sokoldalú alkotó tevékenységre ad módot. Egy felmérés során 148 foglalkozást írtak össze, a legfontosabbak: építészeti tervezés, szerkezettervezés (épületszerkezetek és tartószerkezetek), városépítészet (tervezői és igazgatási, hatósági feladatok), építőipari kivitelezés-vállalkozás, beruházás, ingatlanfejlesztés, egyéb szakértői és kutatói tevékenységek. Az alkotó munkára önállóan, vagy alkalmazotti, ill. közalkalmazotti keretek között is nyílik lehetőség. A személyes habitus (a mérnöki adottságú műszaki gondolkodású tervező típus, a mozgékony szervező-irányító alkat vagy a téri fantáziával jellemezhető építész alkat) különböző területeken érvényesülhet, adottságai szerint. A Karon végzett Makovecz Imre, Finta József és Rubik Ernő, de még az olyan pályaelhagyók is hasznát vették itt szerzett képzettségüknek, mint Határ Győző, Latinovits Zoltán vagy Szendrey-Karper László, Sebő Ferenc, Kóbor János és sokan mások.
- A köznyelvben bolognai folyamatként ismert oktatási szerkezet-átalakítás minket sem került el, de szerencsére sikerült megőrizni, sőt domináns maradt a hagyományos 5 éves képzés, a most induló tanévben ennek aránya 70% fölött van. Oktatásunk az első 5 félévben egységes, a BSc (Bachelor, alapfokú) és az  ötéves  (MSc, mester) képzés programja csak ezután válik ketté. Ekkor a hallgatók érdeklődési körüknek megfelelően szakirányt választhatnak, s egyidejűleg lehetővé tesszük, hogy a legjobb BSc-s hallgatók átkerüljenek az 5 éves képzésbe, illetve az ott lévő gyengébbek, akik nem tudják teljesíteni az előírt feltételeket, rövidebb tanulmányi idő alatt kapjanak (alapfokú) diplomát. A BSc diplomával rendelkezők közül a rátermettebbeknek lehetőség lesz a Karon induló MSc képzések valamelyikén az ötéves képzéssel egyenértékű diplomát szerezni. A hároméves posztgraduális képzés lehetőséget nyújt az építéstudomány és az építészettudomány szakterületein a kutató-mérnökké fejlődéshez, s ezt követően tudományos cím (PhD) elnyeréséhez, építészeti és városépítészeti tervezőként pedig az ezzel párhuzamos mesterképzésben építőművészeti mesterfokozat (DLA) szerezhető.
- A Kar oktatási reformjai során megtartotta az építészmérnök-képzés és oklevél egységét, amely jelentős terheléssel, az elméleti képzés mellett a szabadidőt is igénybe vevő rajzi, gyakorlati feladatok megoldásával és nagy munkaigényű féléves tervek kidolgozásával jár. Ezt az önálló munkát csak az oktatói konzultáció és a műtermek megdolgozott alkotó légköre segíti. Az építésszé válás, mint minden alkotómunka, a tehetség mellett áldozatvállalást és kitartást követel. Ennek az áldozatos munkának a gyümölcseit látjuk ebben az albumban.

## Tanszékek
- Építéskivitelezési Tanszék
- Építészeti Ábrázolás Tanszék
- Építészettörténeti és Műemléki Tanszék
- Épületenergetikai és Épületgépészeti Tanszék
- Épületszerkezettani Tanszék
- Ipari és Mezőgazdasági Épülettervezési Tanszék
- Középülettervezési Tanszék
- Lakóépülettervezési Tanszék
- Rajzi és Formaismereti Tanszék
- Szilárdságtani és Tartószerkezeti Tanszék
- Urbanisztikai Tanszék

## A Kar vezetői
- 1978-84 Dr. László Ottó[1] dékán
- 1989-1995 Hofer Miklós dékán
- 1995-2002 Dr. Petró Bálint dékán
- 2002- 2006 Lázár Antal DLA dékán
- 2006-2014 Dr. Becker Gábor dékán
- 2014-2018 Molnár Csaba DLA dékán
- 2018-2025 Dr. Alföldi György dékán